# Північно-Західна хорда

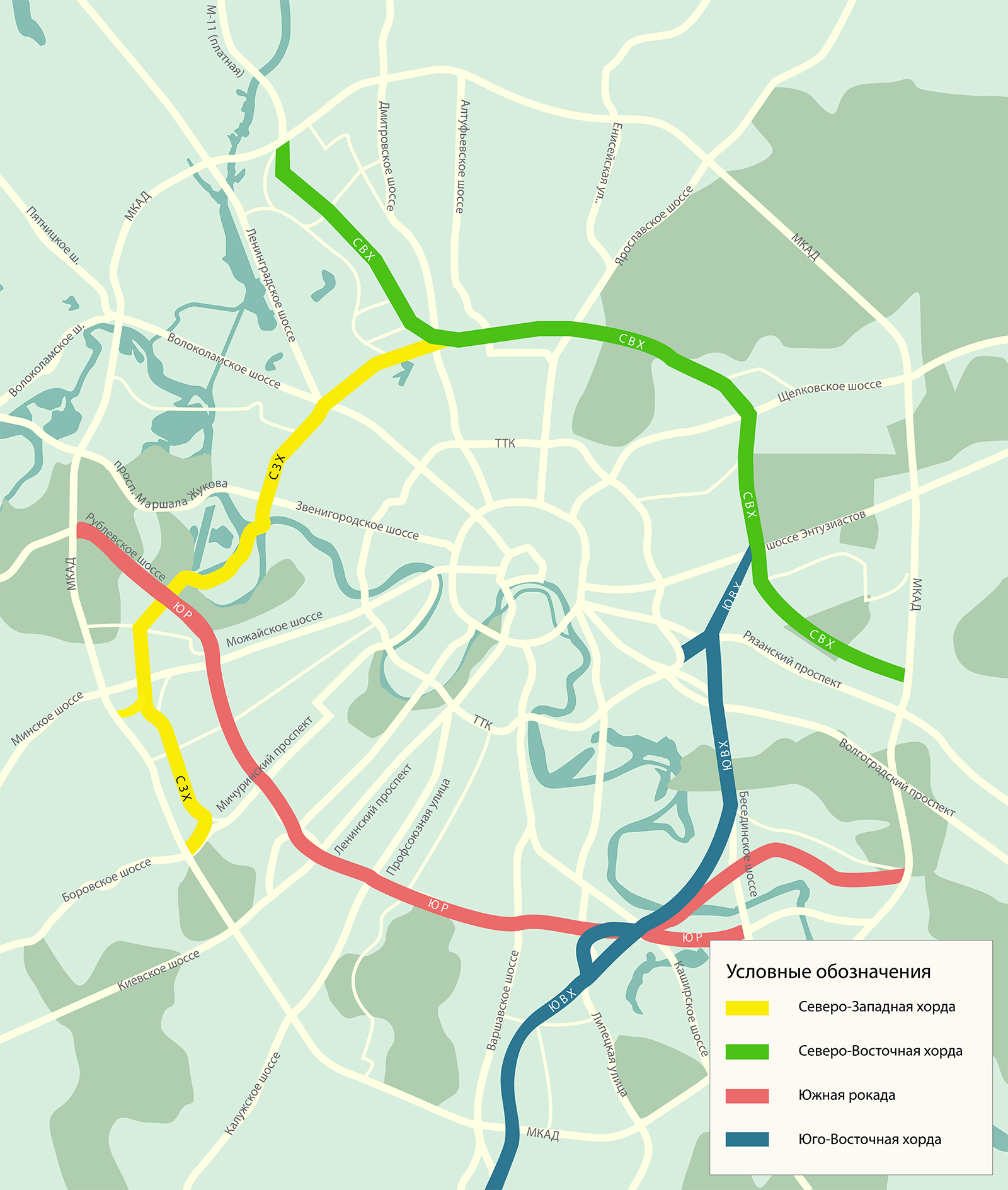
Північно-Західна хорда позначена жовтим

Північно-Західна хорда (рос. Северо-Западная хорда) — магістральна автомобільна дорога у Москві. Хорда завдовжки 30 км проходить від Сколковського шосе до Ярославського шосе і сполучає райони Західного, Північно-Західного, Північного і Північно-Східного округів Москви. Відкрита 29 листопада 2019, разом з відкриттям Нового Карамишевського моста.

## Ділянки
Північно-Західна хорда задумана як дорога, що сполучає північно-східні і південно-західні райони Москви, минаючи центр міста. За проектом вона проходить від Сколковського шосе по Вітебській вулиці, Кубинці, вулиці Боженка, Ярцевській вулиці, Крилатській вулиці,  вулиці Нижні Мньовники, вулиці Народного Ополчення, вулиці Алабяна, Балтійській вулиці, Великій Академічній вулиці, 3-му Нижньолихоборському проїзду, по ділянках нового будівництва уздовж Малого кільця Московської залізниці до проїзду Серебрякова з виходом на Ярославське шосе у Северянінського шляхопроводу.

## Об'єкти
Хорда має у своєму складі низку інженерних об'єктів, в тому числі Алабяно-Балтійський тунель, Михалковський тунель, лівоповоротний тунель на автомагістраль Москва - Санкт-Петербург, тунелі на Молодогвардійській  та Єльнінській вулицях на перетині з Ярцевською, лівоповоротний і розворотний тунелі на Рубльовське шосе, розворотний тунель по Рубльовському шосе, естакаду перед Рубльовським шосе (сполучає 3-ю Крилатську вулицю і вулицю Крилатські Пагорби), міст-дублер Крилатського мосту, Новий Карамишевський міст через канал імені Москви поруч з Карамишевським мостом, естакаду через Дмитрівське шосе, естакадну розв'язку біля Готельної вулиці, естакаду через Мале кільце Московської залізниці біля станції метро «Владикіно», естакадну розв'язку біля станції метро «Ботанічний сад», лівоповоротну естакаду на Ярославське шосе, вінчестерний тунель на вулиці Народного ополчення під перетином з Берзаріна та 35 надземних і підземних переходів.